# Уводно обучение
„Уводно обучение“ или Дидаскалия (на гръцки: „Εισαγωγική Διδασκαλία“) e четириезичен речник, издаден от Даниил Москополец в 1794 година в Москополе и преиздаден в 1802 година. Речникът е на четирите християнски езика, говорени в Македония – ромейски (тоест гръцки), влашки (тоест арумънски), български и арванитски (тоест албански). Целта му е да убеди арумъните, българите и албанците да изоставят „варварските си езици“ и да научат гръцки.
Речникът е издаден в 1794 година в Москополе и преиздаден в 1802 година – според Йордан Иванов „вероятно в печатницата на монастира Св. Наум“, според други мнения в Рагуза или Венеция. Книгата е озаглавена Εισαγωγική διδασκαλία: περιέχουσα λεξικόν τετράγλωσσον των τεσσάρων κοινών διαλέκτων ήτοι της απλής ρωμαϊκής, της εν Μοισία βλαχικής, της βουλγαρικής, και της αλβανιτικής. Издадена е с помощта на митрополит Нектарий Пелагонийски, който на корицата е титулуван „Пелагонийски митрополит, ипертим и екзарх на цяла Българска Македония“ (Μητροπολίτης Πελαγονίας, Υπέρτιμος καί Έξαρχος πάσης Βουλγαρικής Μακεδονίας). Второто издание е преработено и допълнено. Афанасий Селишчев смята, че езиковите разлики между двете издания са незначителни, но все пак отбелязва известни разлики в езиково отношение между българския текст в тях.
Българският език в речника е представен с гръцки букви на базата на битолския говор или на битолския и охридския говор.
Четириезичните текстове съдържат кратки разкази на различни теми, както и съвети и наставления, образци на писма, информация за църковните празници и аритметическите действия.
Начало на българската част на речника
| В оригинал | С кирилица |
| --- | --- |
| Γόσποτ ϛόρη νέποτω ζέμιατα σᾴντζετω, μεσετζήνατα, σβέϛητε. Ἤ σέτνε πώελλια μόρετω, ἐζέρατα, ῤέκιτε ἢ ἰζβἀτῳα ῤήπητε, ἰαγκούλητε. Πάκ ῤέτζε ἢ ἰζλέκωα γκῶρε νὰ ζέμιατα σφῆτε ντέρβια. Ἤ γιέτ ζέμιατα πώλνα ὸτ τᾴρβα, ὸτ μποῦκα, ὸτ ντάμπωι, ὸτ βᾴρμπα, ὸτ τοπόλικα, ἰάσικα, ὸτ σέλβεια, ὸτ πώρ. Ἤ τρούζη σε νάϊτουατ βῶ ὄρμανοτ. | Го̀спот сто̀ри нѐбото, зѐмята, сънцето, месечѝната, звѐздите. И сѐтне по̀[в]еля мо̀рето, езѐрата, рѐките и изва̀тоа рѝбите, агу̀лите. Пак рѐче и излѐгоа горе на зѐмята сфѝте дъ̀рвия. И йѐт зѐмята по̀лна от дърва, от бу̀ка, от да̀бои, от въ̀рба, от топо̀лика, я̀сика, от сѐлвиа, от бор. И дру̀зи се на̀йдуат во о̀рманот. |

През 1814 година Уилям Мартин Лийк препечатва Дидаскалията в своята книга Researches in Greece. Българският текст е използван от Вук Караджич при описанието на българския език. В Додатък към Санктпетербургските сравнителни речници на всички езици и наречия, с особен оглед към български език той се позовава на изданието от 1802 година. Използвана е и от други изследватели  на българския език като Павел Шафарик и Франц Миклошич.
Кръсте Мисирков смята речника на Даниил за ясно доказателство, че българи и македонци са един народ и казва:
| „ | Ако въпросът за племенното сходство и различие между българи и македонци би трябвало да се разрешава въз основа на националното име, език и история, то няма съмнение, че и ние би трябвало да го разрешим така, както го е разрешил оня гръцки свещеник, автор на четириезичния речник на гръцки, български, ромънски и албански, напечатан в 1804 година (екземпляр от него има в Софийската народна библиотека), който за български език взема македонското западно наречие. Това речниче имало за цел, както изрично в него се казва, погърчаването на трите македонски народности: българската, аромънската и албанската. Значи тогава, когато в Македония и България още не е имало нито спомен за българска екзархия, гърците, очевидно добре запознати с балканските народности, не правят никакво различие между българин и македонец или македонски словенин. | “ |

## Македонистки фалшификации
Във своя статия на 24 април 2021 година за вестник „Нова Македония“ журналистката Ясминка Павловска обявява речника за първата книга, отпечатана на „македонски език“ и за пръв път представила го в Европа, говорите в речника са представени като „основа на съвременния македонски език“, подменя етнонима „българи“ и производните му с „македонци“ и производните му.